# Levometamfetamin
Levometamfetamin (l-metamfetamin, levodezoksiefedrin, l-dezoksiefedrin, levmetamfetamin) je levorotarni (R-enantiomer) metamfetamina. Levometamfetamin he simpatomimetički vazokonstriktor koji je aktivni sastojak u pojedinim nazalnim dekongestivima.

## Hemija
Levometamfetamin deluje na simpatički nervni sistem i ima malo uticaja na centralni nervni sistem. Smatra se da ne poseduje adikcioni potencijal poput racemskog metamphetamina ili dekstrometamfetamina. Među njegovim fiziološkim dejstvima je vazokonstrikcija što ga čini korisnim za nazalnu dekongestiju. Poluživot eliminacije levometamfetamina je između 13,3 i 15 sati.